# Gerhard Berger

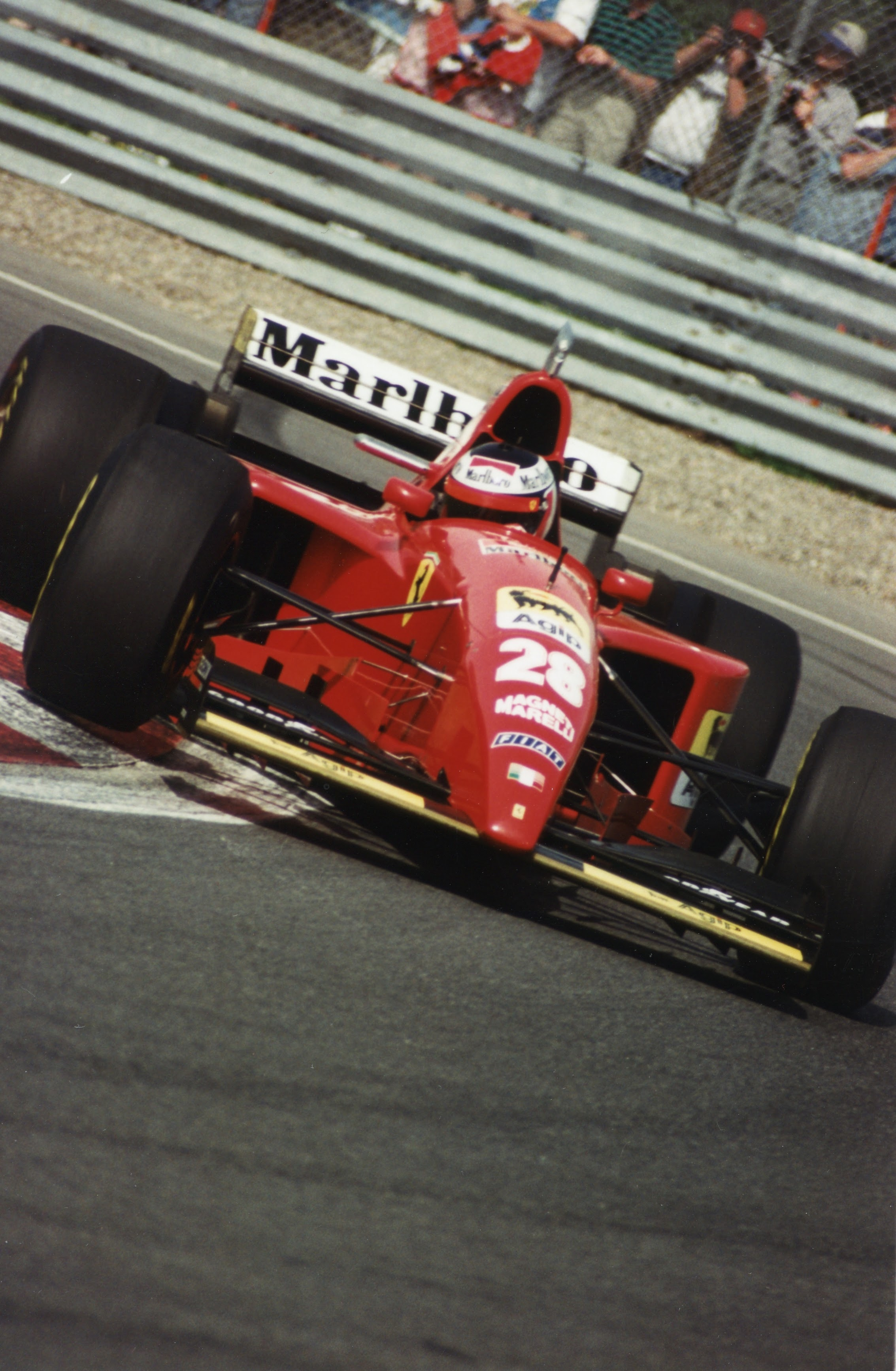
Berger podczas Grand Prix Kanady 1995

Gerhard Berger (ur. 27 sierpnia 1959 roku w Wörgl) – austriacki kierowca Formuły 1.

## Kariera
Po udanych startach w Formule 3 zadebiutował w Formule 1 podczas Grand Prix Austrii w roku 1984. Pierwszy wyścig wygrał w roku 1986 (Grand Prix Meksyku). Triumfował w 1994 roku na torze Hockenheim w Niemczech startując w bolidzie numer 28 zespołu Ferrari. Swoją karierę kierowcy Formuły 1 zakończył wyścigiem Grand Prix Europy w roku 1997.
W czasie 14 lat w Formule 1 (1984–1997), Berger wygrał 10 wyścigów, stanął 48 razy na podium, startował 210 razy, z czego 21 razy z pole-position.
W lutym 2006 roku Berger zakupił 50% udziałów w zespole Scuderia Toro Rosso, jednak sprzedał je w 2008 roku.

## Starty w Formule 1
| Sezon | Zespół | Konstruktor      | Zgł. | PKT | P. | P1 | P2 | P3 | Punkt. | PP | NO | NS | DK | NZ |
| --- | --- | ---------------- | ---- | --- | -- | -- | -- | -- | ------ | -- | -- | -- | -- | -- |
| 1997 | Mild Seven Benetton Renault | Benneton-Renault | 14   | 27  | 6  | 1  | 1  | -  | 7      | 1  | 2  | 1  | -  | -  |
| 1996 | Mild Seven Benetton Renault | Benneton-Renault | 16   | 21  | 6  | -  | 1  | 1  | 7      | -  | 1  | 7  | -  | -  |
| 1995 | Scuderia Ferrari | Ferrari          | 17   | 31  | 6  | -  | -  | 6  | 9      | 1  | 2  | 6  | -  | -  |
| 1994 | Scuderia Ferrari | Ferrari          | 16   | 41  | 3  | 1  | 3  | 2  | 8      | 2  | -  | 7  | -  | -  |
| 1993 | Scuderia Ferrari | Ferrari          | 16   | 12  | 8  | -  | -  | 1  | 6      | -  | -  | 7  | -  | -  |
| 1992 | Honda Marlboro McLaren | McLaren-Honda    | 16   | 49  | 5  | 2  | 2  | 1  | 10     | -  | 2  | 6  | -  | -  |
| 1991 | Honda Marlboro McLaren | McLaren-Honda    | 16   | 43  | 4  | 1  | 3  | 2  | 9      | 2  | 2  | 7  | -  | -  |
| 1990 | Honda Marlboro McLaren | McLaren-Honda    | 16   | 43  | 4  | -  | 2  | 5  | 11     | 2  | 3  | 3  | -  | -  |
| 1989 | Scuderia Ferrari SpA SEFAC | Ferrari          | 15   | 21  | 7  | 1  | 2  | -  | 3      | -  | 1  | 12 | -  | -  |
| 1988 | Scuderia Ferrari SpA SEFAC | Ferrari          | 16   | 41  | 3  | 1  | 2  | 2  | 10     | 1  | 3  | 5  | -  | -  |
| 1987 | Scuderia Ferrari SpA SEFAC | Ferrari          | 16   | 36  | 5  | 2  | 1  | -  | 7      | 3  | 3  | 9  | -  | -  |
| 1986 | Benetton Formula Ltd | Benneton-BMW     | 16   | 17  | 7  | 1  | -  | 1  | 5      | -  | 2  | 8  | -  | -  |
| 1985 | Barclay Arrows BMW | Arrows-BMW       | 16   | 3   | 17 | -  | -  | -  | 2      | -  | -  | 7  | -  | -  |
| 1984 | Team ATS | ATS-BMW          | 4    | 1   | 21 | -  | -  | -  | 1      | -  | -  | 1  | -  | -  |
| Razem | 5 |                  | 210  | 385 |    | 10 | 17 | 21 | 95     | 12 | 21 | 86 | -  | -  |
| Sezon | Zespół | Konstruktor      | Zgł. | PKT | P. | P1 | P2 | P3 | Punkt. | PP | NO | NS | DK | NZ |
| \| Legenda \| Legenda \| \| ------------------------------------------ \| ------------------------------------------------------------------------------------------------------------------------------------------------------------------------------------------------------------------------------------------------------------------------------------------------------------------------------------------------------------------------------------------------------------------------------ \| \| Zgł. PKT P. P1 P2 P3 Punkt. PP NO NS DK NZ \| Liczba zgłoszeń do wyścigów Liczba zdobytych punktów Pozycja zajęta w klasyfikacji generalnej Liczba zwycięstw Liczba drugich miejsc Liczba trzecich miejsc Wyścigi, w których kierowca punktował Liczba zdobytych pole position Liczba zdobytych najszybszych okrążeń Wyścigi, w których kierowca był niesklasyfikowany Wyścigi, w których kierowca był zdyskwalifikowany Wyścigi, do których kierowca się nie zakwalifikował \| | |                  |      |     |    |    |    |    |        |    |    |    |    |    |
| Legenda | |                  |      |     |    |    |    |    |        |    |    |    |    |    |
| Zgł. PKT P. P1 P2 P3 Punkt. PP NO NS DK NZ | Liczba zgłoszeń do wyścigów Liczba zdobytych punktów Pozycja zajęta w klasyfikacji generalnej Liczba zwycięstw Liczba drugich miejsc Liczba trzecich miejsc Wyścigi, w których kierowca punktował Liczba zdobytych pole position Liczba zdobytych najszybszych okrążeń Wyścigi, w których kierowca był niesklasyfikowany Wyścigi, w których kierowca był zdyskwalifikowany Wyścigi, do których kierowca się nie zakwalifikował |                  |      |     |    |    |    |    |        |    |    |    |    |    |